# Mistrzostwa Świata w Lekkoatletyce 2009 – dziesięciobój mężczyzn
Dziesięciobój mężczyzn to jedna z konkurencji rozegranych podczas XII mistrzostw świata w lekkoatletyce.
Wymagane minimum A do udziału w mistrzostwach świata wynosiło 8000 punktów, natomiast minimum B - 7730 punktów.

## Rekordy
| Rekord świata              | Roman Šebrle    | 9026 | Götzis, Austria       | 27 maja 2001     |
| Rekord mistrzostw świata   | Tomáš Dvořák    | 8902 | Edmonton, Kanada      | 7 sierpnia 2001  |
| Najlepszy wynik w roku     | Leonel Suárez   | 8654 | Hawana, Kuba          | 4 lipca 2009     |
| Rekord Afryki              | Willem Coertzen | 8054 | Götzis, Austria       | 31 maja 2009     |
| Rekord Azji                | Dmitrij Karpow  | 8725 | Ateny, Grecja         | 24 sierpnia 2004 |
| Rekord Ameryki Północnej   | Dan O’Brien     | 8891 | Talence, Francja      | 5 września 1992  |
| Rekord Ameryki Południowej | Tito Steiner    | 8291 | Provo, USA            | 23 czerwca 1983  |
| Rekord Europy              | Roman Šebrle    | 9026 | Götzis, Austria       | 27 maja 2001     |
| Rekord Australii i Oceanii | Jagan Hames     | 8490 | Kuala Lumpur, Malezja | 18 września 1998 |

## Minima kwalifikacyjne
| Grupa A  | Grupa B  |
| -------- | -------- |
| 8000 pkt | 7730 pkt |

## Harmonogram
| Data             | Godzina | Konkurencja        |
| ---------------- | ------- | ------------------ |
| 19 sierpnia 2009 | 10:05   | 100 m              |
| 19 sierpnia 2009 | 11:15   | Skok w dal         |
| 19 sierpnia 2009 | 13:00   | Pchnięcie kulą     |
| 19 sierpnia 2009 | 18:05   | Skok wzwyż         |
| 19 sierpnia 2009 | 20:45   | 400 m              |
| 20 sierpnia 2009 | 10:05   | 110 m przez płotki |
| 20 sierpnia 2009 | 11:10   | Rzut dyskiem       |
| 20 sierpnia 2009 | 14:25   | Skok o tyczce      |
| 20 sierpnia 2009 | 18:05   | Rzut oszczepem     |
| 20 sierpnia 2009 | 21:15   | 1500 m             |
| 20 sierpnia 2009 | 21:15   | Finał              |

## Rezultaty
| *   | Zawodnik             | Narodowość        | 100 m | Skok w dal | Pchnięcie kulą | Skok wzwyż | 400 m | 110 m p.p. | Rzut kulą | Skok o tyczce | Rzut oszczepem | 1500 m  | Punkty     |
| --- | -------------------- | ----------------- | ----- | ---------- | -------------- | ---------- | ----- | ---------- | --------- | ------------- | -------------- | ------- | ---------- |
| 1.  | Trey Hardee          | Stany Zjednoczone | 10,45 | 7,83 m     | 15,33 m        | 1,99 m     | 48,13 | 13,86      | 48,08 m   | 5,20 m        | 68,00 m        | 4:48,91 | 8 790 (WL) |
| 2.  | Leonel Suárez        | Kuba              | 11,13 | 7,24 m     | 15,20 m        | 2,11 m     | 48,00 | 14,45      | 44,71 m   | 5,00 m        | 75,19 m        | 4:27,25 | 8 640      |
| 3.  | Aleksandr Pogoriełow | Rosja             | 10,95 | 7,49 m     | 16,65 m        | 2,08 m     | 50,27 | 14,19      | 48,46 m   | 5,10 m        | 63,95 m        | 4:48,70 | 8 528 (PB) |
| 4.  | Oleksij Kasjanow     | Ukraina           | 10,63 | 7,80 m     | 15,72 m        | 2,05 m     | 47,85 | 14,44      | 46,70 m   | 4,80 m        | 49,00 m        | 4:24,52 | 8 479 (PB) |
| 5.  | Alexej Sysojev       | Rosja             | 10,85 | 6,87 m     | 16,17 m        | 2,02 m     | 49,32 | 14,97      | 53,03 m   | 5,10 m        | 64,55 m        | 4:34,97 | 8 454 (SB) |
| 6.  | Pascal Behrenbruch   | Niemcy            | 10,92 | 7,09 m     | 15,77 m        | 2,02 m     | 48,72 | 14,24      | 48,06 m   | 4,80 m        | 69,72 m        | 4.39,45 | 8 439 (PB) |
| 7.  | Nicklas Wiberg       | Szwecja           | 10,96 | 7,25 m     | 14,99 m        | 2,05 m     | 48,73 | 14,75      | 42,28 m   | 4,50 m        | 75,02 m        | 4:17,05 | 8 406 (NR) |
| 8.  | Yordani García       | Kuba              | 10,60 | 7,05 m     | 15,15 m        | 2,08 m     | 48,34 | 14,08      | 44,40 m   | 4,70 m        | 69,37 m        | 4:49,45 | 8 387      |
| 9.  | Yunior Díaz          | Kuba              | 10,66 | 7,72 m     | 14,54 m        | 2,02 m     | 46,15 | 14,56      | 43,52 m   | 4,60 m        | 60,09 m        | 4:40,58 | 8 357 (PB) |
| 10. | Andrej Krauczanka    | Białoruś          | 11,18 | 7,62 m     | 13,96 m        | 2,11 m     | 48,77 | 14,13      | 42,24 m   | 4,90 m        | 60,71 m        | 4:37,77 | 8 281      |
| 11. | Roman Šebrle         | Czechy            | 11,16 | 7,80 m     | 14,98 m        | 2,11 m     | 50,42 | 14,44      | 46,30 m   | 4,60 m        | 65,61 m        | 4:50,33 | 8 266      |
| 12. | Romain Barras        | Francja           | 11,14 | 7,04 m     | 14,78 m        | 1,99 m     | 49,66 | 14,27      | 45,62 m   | 5,00 m        | 61,24 m        | 4:27,04 | 8 204      |
| 13. | Larbi Bouraada       | Algieria          | 10,68 | 7,35 m     | 12,30 m        | 2,05 m     | 48,58 | 14,57      | 37,83 m   | 4,70 m        | 62,53 m        | 4:12,15 | 8 171 (AR) |
| 14. | Willem Coertzen      | Południowa Afryka | 10,89 | 7,32 m     | 13,16 m        | 2,02 m     | 48,63 | 14,26      | 42,40 m   | 4,60 m        | 65,46 m        | 4:32,57 | 8 146 (NR) |
| 15. | Andres Raja          | Estonia           | 10,82 | 7,38 m     | 14,55 m        | 1,99 m     | 49,00 | 14,22      | 42,75 m   | 4,80 m        | 57,73 m        | 4:40,73 | 8 119 (PB) |
| 16. | Norman Müller        | Niemcy            | 11,01 | 7,35 m     | 14,93 m        | 1,99 m     | 48,20 | 14,59      | 41,21 m   | 4,80 m        | 57,40 m        | 4:33,02 | 8 096      |
| 17. | Vasilij Charlamov    | Rosja             | 11,22 | 7,38 m     | 14,95 m        | 1,93 m     | 49,44 | 14,83      | 46,24 m   | 5,00 m        | 59,93 m        | 4:41,54 | 8 065      |
| 18. | Ashton Eaton         | Stany Zjednoczone | 10,53 | 7,85 m     | 12,26 m        | 2,02 m     | 47,75 | 14,28      | 37,15 m   | 5,00 m        | 50,87 m        | 4:45,03 | 8 061      |
| 19. | Eugene Martineau     | Holandia          | 11,18 | 7,41 m     | 12,66 m        | 1,99 m     | 50,26 | 14,91      | 44,94 m   | 4,80 m        | 70,14 m        | 4:35,27 | 8 055      |
| 20. | Ingmar Vos           | Holandia          | 10,90 | 7,21 m     | 13,78 m        | 2,02 m     | 49,99 | 14,51      | 42,39 m   | 4,40 m        | 64,27 m        | 4:28,51 | 8 009 (PB) |
| 21. | Dmitrij Karpow       | Kazachstan        | 11,02 | 6,86 m     | 15,27 m        | 2,05 m     | 49,45 | 14,46      | 48,93 m   | 4,80 m        | 51,38 m        | 4:53,61 | 7 952      |
| 22. | Nadir El Fassi       | Francja           | 11,12 | 7,26 m     | 13,62 m        | 1,99 m     | 51,35 | 14,90      | 42,25 m   | 4,80 m        | 57,65 m        | 4:16,51 | 7 922 (SB) |

## Najlepsi w poszczególnych konkurencjach
| Konkurencja        | Zawodnik                                     | Narodowość               | Wynik   | Liczba punktów |
| 100 m              | Trey Hardee                                  | Stany Zjednoczone        | 10,45   | 987 pkt        |
| Skok w dal         | Ashton Eaton                                 | Stany Zjednoczone        | 7,85 m  | 1022 pkt       |
| Pchnięcie kulą     | Aleksandr Pogoriełow                         | Rosja                    | 16,65 m | 891 pkt        |
| Skok wzwyż         | Roman Šebrle Leonel Suárez Andrej Krauczanka | Czechy · Kuba · Białoruś | 2,11 m  | 906 pkt        |
| 400 m              | Yunior Díaz                                  | Kuba                     | 46,15   | 1001 pkt       |
| 110 m przez płotki | Trey Hardee                                  | Stany Zjednoczone        | 13,86   | 993 pkt        |
| Rzut dyskiem       | Alexej Sysojev                               | Rosja                    | 53,03 m | 934 pkt        |
| Skok o tyczce      | Trey Hardee                                  | Stany Zjednoczone        | 5,20 m  | 972 pkt        |
| Rzut oszczepem     | Leonel Suárez                                | Kuba                     | 75,19 m | 969 pkt        |
| 1500 m             | Larbi Bouraada                               | Algieria                 | 4:12,15 | 866 pkt        |
| ------------------ | -------------------------------------------- | ------------------------ | ------- | -------------- |